# Muscina flukei
Muscina flukei är en tvåvingeart som beskrevs av John Otterbein Snyder 1956. Muscina flukei ingår i släktet Muscina och familjen husflugor. Inga underarter finns listade i Catalogue of Life.